# Wilson Valdéz
Wilson Antonio Valdéz, né le 20 mai 1978 à Peravia en République dominicaine, est un joueur dominicain de baseball évoluant en Ligue majeure de baseball de 2004 à 2012. Ce joueur de champ intérieur a évolué surtout à la position d'arrêt-court dans sa carrière mais peut aussi jouer au deuxième but.
Valdéz est l'un des rares joueurs de position de l'ère moderne du baseball à avoir été crédité d'une victoire comme lanceur dans un match des Ligues majeures.

## Carrière
Recruté en 1997 par les Expos de Montréal, Valdéz est cédé aux Marlins de la Floride en 2002. Il y poursuit son apprentissage en ligues mineures avant d'être échangé aux White Sox de Chicago le 17 juin 2004. Valdéz débute en ligue majeure le 7 septembre suivant sous les couleurs des White Sox.
Transféré chez les Mariners de Seattle, il y dispute la première moitié de la saison 2005 avant de passer chez les Padres de San Diego. Valdéz passe l'inter-saison 2005-2006 sous contrat avec les Royals de Kansas City qui l'échangent avec les Dodgers de Los Angeles avant l'ouverture de la saison. Relégué en ligues mineures en 2006, il dispute 41 matches avec les Dodgers en 2007 avant d'être remercié. 

### Corée du Sud et Japon
Valdéz signe alors Asie, d'abord en Corée du Sud chez les Kia Tigers (47 matches pour 0,218 de moyenne au baton) puis au Japon chez les Tokyo Yakult Swallows (29 matches pour 0,256 de moyenne au baton).

### Mets de New York
Valdéz paraphe fin décembre 2008 un contrat de ligue mineure avec l'organisation des Indians de Cleveland. Il évolue exclusivement en Ligues mineures.
Il est échangé au Mets de New York le 26 mai 2009 et joue 41 matchs pour cette équipe cette saison-là.

### Phillies de Philadelphie
Après la saison 2009, il signe un contrat des ligues mineures avec les Phillies de Philadelphie. À son retour dans les majeures, il dispute 111 matchs chez les Phillies, un sommet pour lui en une seule saison. Il affiche une moyenne de ,258 avec 35 points produits et amorce la Série de division entre les Phillies et les Reds de Cincinnati au troisième but en remplacement de Placido Polanco, blessé au dos.
Le 25 mai 2011, Valdez est utilisé comme lanceur par les Phillies dans un marathon de 19 manches contre les Reds de Cincinnati. Même s'il atteint Scott Rolen d'un lancer, il parvient à retirer trois joueurs des Reds, dont Joey Votto, en début de 19e manche. À leur tour au bâton, les Phillies marquent le point qui leur permet de remporter une victoire de 5-4 et Valdez reçoit la décision gagnante, une première pour un joueur de position depuis le receveur Brent Mayne en 2000. Il est aussi le premier lanceur gagnant d'un match qu'il a amorcé à une autre position depuis Babe Ruth en 1921. Valdez produit 30 points en 99 parties jouées pour Philadelphie en 2011. 

### Reds de Cincinnati
Le 25 janvier 2012, les Phillies échangent Valdéz aux Reds de Cincinnati contre le releveur gaucher Jeremy Horst. Il ne frappe que pour ,206 en 77 parties des Reds en 2012. 

### Marlins de Miami
En 2013, Valdéz participe au camp d'entraînement des Giants de San Francisco mais ses performances ne sont pas jugées satisfaisantes et il est retranché avant le début de la saison régulière. Le 23 mars, il rejoint les Marlins de Miami.